# Выборы мэра Москвы (1991)
Выборы мэра Москвы 1991 года — состоялись 12 июня 1991 года одновременно с выборами президента РСФСР на территории города Москвы.

## Предыстория
17 марта 1991 года 81,14 % жителей Москвы, по результатам проведённого опроса, высказались за введение в городе поста мэра. Организация первых выборов мэра столицы проходила согласно постановлению Президиума Верховного Совета РСФСР от 27 апреля 1991 года. 29 апреля того же года Моссоветом было утверждено Временное положение о мэре Москвы и порядке его избрания.
Кандидат в мэры столицы должен был быть гражданином РСФСР возрастом от 35 до 65 лет, обладать избирательным правом, проживать в городе от пяти последних лет. Его выборы проходили при тайном голосовании в соответствии с правилами и принципами всеобщего равного и прямого избирательного права. Кандидаты в мэры Москвы допускались к выборам только в паре с предлагаемыми ими претендентами в вице-мэры. Срок действия полномочий избранного главы города ограничивался пятью годами. Для победы кандидатам необходимо было набрать более половины голосов. Минимальный порог явки для признания выборов действительными определён не был.

## Ход выборов
На пост первого мэра Москвы претендовало пять кандидатов: Алексей Брячихин, председатель Севастопольского районного Совета Москвы; Владимир Клюев, гендиректор НПО «Спектр»; Гавриил Попов, председатель Моссовета, выдвинутый от движения «Демократическая Россия»; Валентина Родионова, руководитель оздоровительно-эстетического физкультурного центра «Радость» и Валерий Сайкин, депутат Моссовета, первый зампредседателя Комитета по машиностроению при Кабмине СССР.

## Результаты
В выборах приняло участие 66,5 % избирателей. Большинство из них (65,3 %) проголосовало за Гавриила Попова, в итоге занявшего пост первого мэра Москвы. Валерий Сайкин набрал 16,3 %, Алексей Брячихин — 4,5 %, Владимир Клюев — 4,3 %, Валентина Родионова — 3,8 %. Против всех кандидатов выступило 4 % избирателей.
| Место | Кандидат            | %    |
| ----- | ------------------- | ---- |
| 1.    | Гавриил Попов       | 65,3 |
| 2.    | Валерий Сайкин      | 16,3 |
| 3.    | Алексей Брячихин    | 4,5  |
| 4.    | Владимир Клюев      | 4,3  |
| 5.    | Валентина Родионова | 3,8  |